# 博达大桥广告
博达大桥广告（FCB，Foote Cone & Belding），中文名全称是博达大桥国际广告传媒有限公司。成立于1873年，是世界上第二家最早的广告代理公司，现隶属美国IPG集团。在110个国家拥有超过190个办公室，著名客戶包括高樂氏、加拿大航空、拜耳斯道夫等。
在中国，博达大桥国际广告传媒有限公司2004年被中国广告协会评为“中国一级广告企业”，布局于北京、青岛、上海、广州、香港各城市。